# 王运敏
王运敏（1955年10月—），安徽砀山人，中国非能源矿产开发专家，中钢集团马鞍山矿山研究院院长，中国工程院院士。